# みのもんた爆裂77
『みのもんた爆裂77』（みのもんたばくれつななじゅうなな）は、1997年1月14日から同年3月11日まで日本テレビ系列で放送されていた日本テレビ製作の情報番組である。放送時間は毎週火曜 19:00 - 20:00（日本標準時）。キャッチフレーズは「ベストの情報を1時間に77」。

## 出演者
- 司会：みのもんた
- アシスタント：仲代奈緒

## スタッフ
- チーフプロデューサー：森岡正彦
- プロデューサー：尼崎昇
- ディレクター：田中裕樹

## 取り上げたテーマ
1. 寿司
2. 行列
3. ラーメン
4. 丼
5. 激安
6. 銀座
7. 1970年代 - みのが文化放送アナウンサー時代に担当していたラジオ番組『セイ!ヤング』も取り上げられた。
8. パンと菓子
9. 中華激ウマ100連発

| 日本テレビ系列 火曜 19:00 - 20:00                                      | 日本テレビ系列 火曜 19:00 - 20:00                  | 日本テレビ系列 火曜 19:00 - 20:00                                  |
| 前番組                                                                 | 番組名                                             | 次番組                                                             |
| ---------------------------------------------------------------------- | -------------------------------------------------- | ------------------------------------------------------------------ |
| スター感動バラエティ 幸せの☆一番星 （1996年10月29日 - 1996年12月10日） | みのもんた爆裂77 （1997年1月14日 - 1997年3月11日） | 火曜デラックス'97 （1997年4月15日 - 1997年9月16日） ※19:00 - 20:54 |

| スタブアイコン | サブスタブ | この項目は、まだ閲覧者の調べものの参照としては役立たない、テレビ番組に関連した書きかけの項目です。この項目を加筆・訂正などしてくださる協力者を求めています（P:テレビ/PJ:放送または配信の番組）。 |